# RasenBallsport Leipzig 2024-2025
Questa voce raccoglie le informazioni riguardanti il RasenBallsport Leipzig nelle competizioni ufficiali della stagione 2024-2025.

## Divise e sponsor
Lo sponsor tecnico per la stagione 2024-2025 è Puma.
| Casa | Trasferta | Terza divisa |

## Rosa
Rosa e numerazione aggiornati al 30 gennaio 2025 
| N. |                               | Ruolo | Calciatore             |
| -- | ----------------------------- | ----- | ---------------------- |
| 1  | Ungheria (bandiera)           | P     | Péter Gulácsi          |
| 2  | Francia (bandiera)            | D     | Mohamed Simakan        |
| 3  | Paesi Bassi (bandiera)        | D     | Lutsharel Geertruida   |
| 4  | Ungheria (bandiera)           | D     | Willi Orbán (capitano) |
| 5  | Francia (bandiera)            | D     | El Chadaille Bitshiabu |
| 6  | Macedonia del Nord (bandiera) | C     | Eljif Elmas            |
| 7  | Norvegia (bandiera)           | A     | Antonio Nusa           |
| 8  | Mali (bandiera)               | C     | Amadou Haidara         |
| 9  | Danimarca (bandiera)          | A     | Yussuf Poulsen         |
| 10 | Paesi Bassi (bandiera)        | A     | Xavi Simons            |
| 11 | Belgio (bandiera)             | A     | Loïs Openda            |
| 13 | Austria (bandiera)            | C     | Nicolas Seiwald        |
| 14 | Austria (bandiera)            | C     | Christoph Baumgartner  |
| 16 | Germania (bandiera)           | D     | Lukas Klostermann      |

| N. |                       | Ruolo | Calciatore          |
| -- | --------------------- | ----- | ------------------- |
| 17 | Germania (bandiera)   | D     | Ridle Baku          |
| 18 | Belgio (bandiera)     | C     | Arthur Vermeeren    |
| 19 | Portogallo (bandiera) | A     | André Silva         |
| 20 | Germania (bandiera)   | C     | Assan Ouédraogo     |
| 21 | Serbia (bandiera)     | D     | Kosta Nedeljković   |
| 22 | Germania (bandiera)   | D     | David Raum          |
| 23 | Francia (bandiera)    | D     | Castello Lukeba     |
| 24 | Austria (bandiera)    | C     | Xaver Schlager      |
| 25 | Germania (bandiera)   | P     | Leopold Zingerle    |
| 26 | Belgio (bandiera)     | P     | Maarten Vandevoordt |
| 27 | Francia (bandiera)    | A     | Tidiam Gomis        |
| 30 | Slovenia (bandiera)   | A     | Benjamin Šeško      |
| 39 | Germania (bandiera)   | D     | Benjamin Henrichs   |
| 44 | Slovenia (bandiera)   | C     | Kevin Kampl         |

## Calciomercato

### Sessione estiva
| Acquisti         | Acquisti             | Acquisti        | Acquisti                  |
| R.               | Nome                 | da              | Modalità                  |
| ---------------- | -------------------- | --------------- | ------------------------- |
| A                | Antonio Nusa         | Club Brugge     | definitivo (22 milioni €) |
| P                | Maarten Vandevoordt  | Genk            | definitivo (10 milioni €) |
| C                | Assan Oueadraogo     | Schalke 04      | definitivo (10 milioni €) |
| C                | Arthur Vermeeren     | Atletico Madrid | prestito                  |
| D                | Lutsharel Geertruida | Feyenoord       | definitivo (20 milioni €) |
| Altre operazioni |                      |                 |                           |
| R.               | Nome                 | a               | Modalità                  |
| A                | Robert Ramsak        | Bayern Monaco   | gratuito                  |
| D                | Angeliño             | Roma            | fine prestito             |
| A                | André Silva          | Real Sociedad   | fine prestito             |
| C                | Ilaix Moriba         | Getafe          | fine prestito             |
| A                | Hugo Novoa           | Villarreal      | fine prestito             |
| P                | Tim Schreiber        | Saarbrücken     | fine prestito             |
| A                | Dennis Borkowski     | Dynamo Dresden  | fine prestito             |
| D                | Sanoussy Ba          | LASK            | fine prestito             |
| A                | Fabrice Hartmann     | Sligo Rovers    | fine prestito             |

| Cessioni         | Cessioni         | Cessioni       | Cessioni                   |
| R.               | Nome             | a              | Modalità                   |
| ---------------- | ---------------- | -------------- | -------------------------- |
| C                | Dani Olmo        | Barcellona     | definitivo (55 milioni €)  |
| C                | Ilaix Moriba     | Celta Vigo     | prestito                   |
| A                | Hugo Novoa       | Alavés         | definitivo (1,5 milioni €) |
| D                | Angeliño         | Roma           | definitivo (5,2 milioni €) |
| P                | Janis Blaswich   | Salisburgo     | prestito                   |
| D                | Mohamed Simakan  | Al Nassr       | definitivo (45 milioni €)  |
| D                | Christopher Lenz | Hoffenheim     | gratuito                   |
| Altre operazioni |                  |                |                            |
| R.               | Nome             | a              | Modalità                   |
| A                | Yannick Eduardo  | De Graafschap  | prestito                   |
| D                | Tim Kohler       | Verl           | prestito                   |
| P                | Tim Schreiber    | Dynamo Dresden | definitivo                 |
| A                | Dennis Borkowski | Ingolstadt     | definitivo                 |
| D                | Sanoussy Ba      | Braunschweig   | definitivo                 |
| C                | Winners Osawe    | Norimberga     | definitivo                 |

| Acquisti         | Acquisti          | Acquisti            | Acquisti                   |
| R.               | Nome              | da                  | Modalità                   |
| ---------------- | ----------------- | ------------------- | -------------------------- |
| A                | Xavi Simons       | Paris Saint-Germain | definitivo (50 milioni €)  |
| D                | Ridle Baku        | Wolfsburg           | definitivo (4,5 milioni €) |
| A                | Tidiam Gomis      | Caen                | definitivo (1 milione €)   |
| D                | Kosta Nedeljković | Aston Villa         | prestito                   |
| Altre operazioni |                   |                     |                            |
| R.               | Nome              | a                   | Modalità                   |

| Cessioni         | Cessioni    | Cessioni     | Cessioni |
| R.               | Nome        | a            | Modalità |
| ---------------- | ----------- | ------------ | -------- |
| A                | André Silva | Werder Brema | prestito |
| C                | Eljif Elmas | Torino       | prestito |
| Altre operazioni |             |              |          |
| R.               | Nome        | a            | Modalità |

## Risultati

### Bundesliga

#### Girone di andata
| Arbitro: | Brand (Unterspiesheim) |

|          |           |  |
| Nusa 59’ | Marcatori |  |

| Arbitro: | Jöllenbeck (Friburgo in Brisgovia) |

|                           |           |                             |
| Frimpong 39’ Grimaldo 45’ | Marcatori | 45+7’ Kampl 57’, 80’ Openda |

| Lipsia 14 settembre 2024, ore 15:30 CEST 3ª giornata | RB Lipsia         | 0 – 0 referto | Union Berlino | Red Bull Arena (47 800 spett.)\| Arbitro: \| Jablonski (Brema) \| |
| Arbitro:                                             | Jablonski (Brema) |               |               |                                                                   |

| Amburgo 22 settembre 2024, ore 19:30 CEST 4ª giornata | St. Pauli                   | 0 – 0 referto | RB Lipsia | Millerntor-Stadion (29 251 spett.)\| Arbitro: \| Hartmann (Wangen im Allgäu) \| |
| Arbitro:                                              | Hartmann (Wangen im Allgäu) |               |           |                                                                                 |

| Arbitro: | Siebert (Berlino) |

|                                           |           |  |
| Šeško 11’, 15’ Openda 46’ Xavi Simons 57’ | Marcatori |  |

| Arbitro: | Stegemann (Niederkassel) |

|  |           |            |
|  | Marcatori | 59’ Openda |

| Arbitro: | Zwayer (Berlino) |

|  |           |                           |
|  | Marcatori | 20’ Xavi Simons 37’ Orbán |

| Arbitro: | Jablonski (Brema) |

|                                     |           |          |
| Orbán 47’ Geertruida 58’ Openda 79’ | Marcatori | 15’ Dōan |

| Arbitro: | Stieler (Amburgo) |

|                        |           |           |
| Beier 30’ Guirassy 65’ | Marcatori | 27’ Šeško |

| Lipsia 9 novembre 2024, ore 18:30 CET 10ª giornata | RB Lipsia              | 0 – 0 referto | Borussia M'gladbach | Red Bull Arena (46 887 spett.)\| Arbitro: \| Dingert (Lebecksmühle) \| |
| Arbitro:                                           | Dingert (Lebecksmühle) |               |                     |                                                                        |

| Arbitro: | Willenborg (Osnabrück) |

|                                              |           |                                     |
| Hložek 17’, 82’ Bischof 50’ Bruun Larsen 87’ | Marcatori | 15’ Orbán 19’ Nusa 67’ (aut.) Nsoki |

| Arbitro: | Petersen (Stoccarda) |

|           |           |                                                       |
| Orbán 82’ | Marcatori | 4’, 16’ Amoura 5’ Tiago Tomás 64’ Mæhle 90+1’ Behrens |

| Arbitro: | Badstübner (Norimberga) |

|  |           |                                  |
|  | Marcatori | 27’ Šeško 69’ (rig.) André Silva |

| Arbitro: | Brand (Unterspiesheim) |

|                      |           |           |
| Šeško 19’ Openda 51’ | Marcatori | 40’ Brown |

| Arbitro: | Siebert (Berlino) |

|                                                       |           |          |
| Musiala 1’ Laimer 25’ Kimmich 36’ Sané 75’ Davies 78’ | Marcatori | 2’ Šeško |

| Arbitro: | Reichel (Stoccarda) |

|                                                |           |                        |
| Xavi Simons 24’, 35’ Šeško 47’ Baumgartner 90’ | Marcatori | 26’ Weiser 90+3’ Burke |

| Arbitro: | Stegemann (Niederkassel) |

|                                |           |           |
| Bruun Larsen 50’ Woltemade 60’ | Marcatori | 10’ Šeško |

#### Girone di ritorno
| Arbitro: | Hartmann (Wangen im Allgäu) |

|                            |           |                                    |
| Boadu 48’, 57’, 61’ (rig.) | Marcatori | 10’ Orbán 13’ Nusa 22’ Baumgartner |

| Arbitro: | Dankert (Rostock) |

|                             |           |                          |
| Raum 41’ Tapsoba 85’ (aut.) | Marcatori | 18’ Schick 36’ A. García |

| Berlino 1º febbraio 2025, ore 18:30 CET 20ª giornata | Union Berlino         | 0 – 0 referto | RB Lipsia | Stadion An der Alten Försterei\| Arbitro: \| Schlager (Hügelsheim) \| |
| Arbitro:                                             | Schlager (Hügelsheim) |               |           |                                                                       |

| Arbitro: | Badstübner (Norimberga) |

|                           |           |  |
| Šeško 16’ Xavi Simons 35’ | Marcatori |  |

| Augusta 14 febbraio 2025, ore 20:30 CET 22ª giornata | Augusta                  | 0 – 0 referto | RB Lipsia | WWK Arena (28 260 spett.)\| Arbitro: \| Stegemann (Niederkassel) \| |
| Arbitro:                                             | Stegemann (Niederkassel) |               |           |                                                                     |

| Arbitro: | Petersen (Stoccarda) |

|                               |           |                                |
| Openda 45+2’ Šeško 64’ (rig.) | Marcatori | 6’ Honsak 13’ (rig.) Pieringer |

| Arbitro: | Siebert (Berlino) |

|                |           |                        |
| Xavi Simons 1’ | Marcatori | 52’ Amiri 58’ Burkardt |

| Friburgo 8 marzo 2025, ore 15:30 CET 25ª giornata | Friburgo          | 0 – 0 referto | RB Lipsia | Europa-Park Stadion\| Arbitro: \| Jablonski (Brema) \| |
| Arbitro:                                          | Jablonski (Brema) |               |           |                                                        |

| Arbitro: | Jöllenbeck (Friburgo in Brisgovia) |

|                            |           |  |
| Xavi Simons 18’ Openda 48’ | Marcatori |  |

| Arbitro: | Stieler (Sölden) |

|          |           |  |
| Pléa 56’ | Marcatori |  |

| Arbitro: | Hartmann (Wangen im Allgäu) |

|                                |           |             |
| Šeško 24’ Baku 43’ Poulsen 84’ | Marcatori | 11’ Bischof |

| Arbitro: | Exner |

|                            |           |                                 |
| Fischer 58’ Skov Olsen 75’ | Marcatori | 11’ Openda 26’, 49’ Xavi Simons |

| Arbitro: | Brych |

|                  |           |             |
| Šeško 74’ (rig.) | Marcatori | 44’ Machino |

| Arbitro: | Jöllenbeck (Friburgo in Brisgovia) |

|                                      |           |  |
| Knauff 21’, 53’ Ekitike 67’ Koch 71’ | Marcatori |  |

| Arbitro: | Zwayer (Berlino) |

|                                         |           |                             |
| Šeško 11’ Klostermann 39’ Poulsen 90+5’ | Marcatori | 62’ Dier 63’ Olise 83’ Sané |

| Brema 10 maggio 2025, ore 15:30 CEST 33ª giornata | Werder Brema      | 0 – 0 referto | RB Lipsia | Weserstadion (41 000 spett.)\| Arbitro: \| Dankert (Rostock) \| |
| Arbitro:                                          | Dankert (Rostock) |               |           |                                                                 |

| Arbitro: | Siebert (Berlino) |

|                         |           |                                       |
| Xavi Simons 8’ Baku 44’ | Marcatori | 23’ Undav 57’ Woltemade 78’ Demirović |

### DFB-Pokal
| Arbitro: | Dingert (Lebecksmühle) |

|         |           |                                               |
| Safi 2’ | Marcatori | 12’ Šeško 40’ Openda 84’ Nusa 87’ Xavi Simons |

| Arbitro: | Zwayer (Berlino) |

|                                              |           |                          |
| Y. Poulsen 12’, 30’ Baumgartner 17’ Nusa 80’ | Marcatori | 28’ Guilavogui 58’ Smith |

| Arbitro: | Jablonski (Brema) |

|                           |           |  |
| Šeško 31’ Openda 50’, 58’ | Marcatori |  |

| Arbitro: | Reichel (Stoccarda) |

|                  |           |  |
| Šeško 69’ (rig.) | Marcatori |  |

| Arbitro: | Jablonski (Brema) |

|                          |           |           |
| Stiller 5’ Woltemade 57’ | Marcatori | 62’ Šeško |

### UEFA Champions League
| Arbitro: | Kružliak |

|                              |           |          |
| Griezmann 28’ J. Giménez 90’ | Marcatori | 4’ Šeško |

| Arbitro: | Letexier |

|                       |           |                                 |
| Šeško 30’, 65’ (rig.) | Marcatori | 50’, 68’ Vlahović 82’ Conceição |

| Arbitro: | Schärer |

|  |           |              |
|  | Marcatori | 27’ D. Núñez |

| Arbitro: | Bastien |

|                            |           |                 |
| Kühn 35’, 45+1’ Hatate 72’ | Marcatori | 23’ Baumgartner |

| Arbitro: | Pinheiro |

|                   |           |  |
| Lukeba 27’ (aut.) | Marcatori |  |

| Arbitro: | Mariani |

|                            |           |                                 |
| Openda 27’ Baumgartner 62’ | Marcatori | 3’ McGinn 52’ Durán 85’ Barkley |

| Arbitro: | Lukjančukas |

|                       |           |              |
| Šeško 19’ Poulsen 78’ | Marcatori | 75’ Gyökeres |

| Arbitro: | Balakin |

|           |           |  |
| Malić 42’ | Marcatori |  |

## Statistiche finali

### Statistiche di squadra
| Competizione      | Punti | In casa | In casa | In casa | In casa | In casa | In casa | In trasferta | In trasferta | In trasferta | In trasferta | In trasferta | In trasferta | Totale | Totale | Totale | Totale | Totale | Totale | DR |
| Competizione      | Punti | G       | V       | N       | P       | Gf      | Gs      | G            | V            | N            | P            | Gf           | Gs           | G      | V      | N      | P      | Gf     | Gs     | DR |
| ----------------- | ----- | ------- | ------- | ------- | ------- | ------- | ------- | ------------ | ------------ | ------------ | ------------ | ------------ | ------------ | ------ | ------ | ------ | ------ | ------ | ------ | -- |
| Bundesliga        | 51    | 17      | 8       | 6       | 3       | 33      | 23      | 17           | 5            | 6            | 6            | 20           | 23           | 34     | 13     | 12     | 9      | 53     | 48     | +5 |
| Coppa di Germania | -     | 3       | 3       | 0       | 0       | 8       | 2       | 2            | 1            | 0            | 1            | 5            | 3            | 5      | 4      | 0      | 1      | 13     | 5      | +8 |
| Champions League  | 3     | 4       | 1       | 0       | 3       | 6       | 8       | 4            | 0            | 0            | 4            | 2            | 7            | 8      | 1      | 0      | 7      | 8      | 15     | -7 |
| Totale            | -     | 24      | 12      | 6       | 6       | 47      | 33      | 23           | 6            | 6            | 11           | 27           | 35           | 47     | 18     | 12     | 17     | 74     | 68     | +6 |

### Andamento in campionato
| Giornata  | 1 | 2 | 3 | 4 | 5 | 6 | 7 | 8 | 9 | 10 | 11 | 12 | 13 | 14 | 15 | 16 | 17 | 18 | 19 | 20 | 21 | 22 | 23 | 24 | 25 | 26 | 27 | 28 | 29 | 30 | 31 | 32 | 33 | 34 |
| --------- | - | - | - | - | - | - | - | - | - | -- | -- | -- | -- | -- | -- | -- | -- | -- | -- | -- | -- | -- | -- | -- | -- | -- | -- | -- | -- | -- | -- | -- | -- | -- |
| Luogo     | C | T | C | T | C | T | T | C | T | C  | T  | C  | T  | C  | T  | C  | T  | T  | C  | T  | C  | T  | C  | C  | T  | C  | T  | C  | T  | C  | T  | C  | T  | C  |
| Risultato | V | V | N | N | V | V | V | V | P | N  | P  | P  | V  | V  | P  | V  | P  | N  | N  | N  | V  | N  | N  | P  | N  | V  | P  | V  | V  | N  | P  | N  | N  | P  |
| Posizione | 1 | 1 | 1 | 1 | 1 | 1 | 1 | 1 | 2 | 2  | 2  | 4  | 4  | 4  | 4  | 4  | 4  | 5  | 5  | 4  | 4  | 4  | 6  | 6  | 6  | 5  | 6  | 5  | 4  | 4  | 5  | 6  | 7  | 7  |

Fonte:  Bundesliga - Tabelle, su bundesliga.com.
Legenda:

Luogo: C = Casa; T = Trasferta. Risultato: V = Vittoria; N = Pareggio; P = Sconfitta.

### Andamento in Champions League
| Giornata  | 1  | 2  | 3  | 4  | 5  | 6  | 7  | 8  |
| --------- | -- | -- | -- | -- | -- | -- | -- | -- |
| Luogo     | T  | C  | C  | T  | T  | C  | C  | T  |
| Risultato | P  | P  | P  | P  | P  | P  | V  | P  |
| Posizione | 24 | 29 | 31 | 36 | 36 | 34 | 30 | 32 |

Legenda:

Luogo: C = Casa; T = Trasferta. Risultato: V = Vittoria; N = Pareggio; P = Sconfitta.

### Statistiche dei giocatori
Sono in corsivo i calciatori che hanno lasciato la società a stagione in corso.
| Giocatore      | Bundesliga | Bundesliga | Bundesliga  | Bundesliga | Coppa di Germania | Coppa di Germania | Coppa di Germania | Coppa di Germania | Champions League | Champions League | Champions League | Champions League | Totale   | Totale | Totale      | Totale     |
| Giocatore      | Presenze   | Reti       | Ammonizioni | Espulsioni | Presenze          | Reti              | Ammonizioni       | Espulsioni        | Presenze         | Reti             | Ammonizioni      | Espulsioni       | Presenze | Reti   | Ammonizioni | Espulsioni |
| -------------- | ---------- | ---------- | ----------- | ---------- | ----------------- | ----------------- | ----------------- | ----------------- | ---------------- | ---------------- | ---------------- | ---------------- | -------- | ------ | ----------- | ---------- |
| R. Baku        | 19         | 2          | 1           | 0          | 2                 | 0                 | 0                 | 0                 | 0                | 0                | 0                | 0                | 21       | 2      | 1           | 0          |
| C. Baumgartner | 31         | 2          | 5           | 0          | 4                 | 1                 | 0                 | 0                 | 8                | 2                | 2                | 0                | 43       | 5      | 7           | 0          |
| J. Blaswich    | 0          | -0         | 0           | 0          | 0                 | -0                | 0                 | 0                 | 0                | -0               | 0                | 0                | 0        | -0     | 0           | 0          |
| E. Bitshiabu   | 21         | 0          | 2           | 1          | 3                 | 0                 | 0                 | 0                 | 4                | 0                | 0                | 0                | 28       | 0      | 2           | 1          |
| E. Elmas       | 2          | 0          | 1           | 0          | 1                 | 0                 | 0                 | 0                 | 3                | 0                | 0                | 0                | 6        | 0      | 1           | 0          |
| V. Gebel       | 1          | 0          | 0           | 0          | 2                 | 0                 | 0                 | 0                 | 1                | 0                | 0                | 0                | 4        | 0      | 0           | 0          |
| L. Geertruida  | 24         | 1          | 3           | 0          | 3                 | 0                 | 0                 | 0                 | 8                | 0                | 1                | 0                | 35       | 1      | 4           | 0          |
| T. Gomis       | 8          | 0          | 2           | 0          | 1                 | 0                 | 0                 | 0                 | 0                | 0                | 0                | 0                | 9        | 0      | 2           | 0          |
| P. Gulácsi     | 30         | -39        | 0           | 0          | 1                 | -1                | 0                 | 0                 | 6                | -13              | 0                | 0                | 37       | -53    | 0           | 0          |
| A. Haidara     | 28         | 0          | 6           | 0          | 4                 | 0                 | 1                 | 0                 | 8                | 0                | 1                | 0                | 40       | 0      | 8           | 0          |
| B. Henrichs    | 15         | 0          | 3           | 0          | 3                 | 0                 | 1                 | 0                 | 6                | 0                | 2                | 0                | 24       | 0      | 6           | 0          |
| K. Kampl       | 26         | 1          | 5           | 0          | 3                 | 0                 | 0                 | 0                 | 5                | 0                | 0                | 0                | 34       | 1      | 5           | 0          |
| L. Klostermann | 28         | 1          | 5           | 0          | 4                 | 0                 | 0                 | 0                 | 3                | 0                | 0                | 0                | 35       | 1      | 5           | 0          |
| C. Lukeba      | 23         | 0          | 2           | 0          | 3                 | 0                 | 1                 | 0                 | 5                | 0                | 3                | 0                | 31       | 0      | 6           | 0          |
| K. Nedeljković | 10         | 0          | 1           | 0          | 1                 | 0                 | 0                 | 0                 | 0                | 0                | 0                | 0                | 11       | 0      | 1           | 0          |
| A. Nusa        | 25         | 3          | 0           | 0          | 3                 | 1                 | 0                 | 0                 | 8                | 0                | 0                | 0                | 36       | 4      | 0           | 0          |
| L. Openda      | 33         | 9          | 5           | 1          | 4                 | 3                 | 0                 | 0                 | 8                | 1                | 1                | 0                | 45       | 13     | 6           | 1          |
| A. Ouédraogo   | 3          | 0          | 0           | 0          | 0                 | 0                 | 0                 | 0                 | 2                | 0                | 0                | 0                | 5        | 0      | 0           | 0          |
| W. Orban       | 25         | 5          | 4           | 2          | 5                 | 0                 | 0                 | 0                 | 8                | 0                | 1                | 0                | 38       | 5      | 5           | 2          |
| Y. Poulsen     | 22         | 2          | 1           | 0          | 1                 | 2                 | 0                 | 0                 | 6                | 1                | 0                | 0                | 29       | 5      | 1           | 0          |
| D. Raum        | 22         | 1          | 3           | 0          | 3                 | 0                 | 1                 | 0                 | 4                | 0                | 2                | 0                | 29       | 1      | 6           | 0          |
| F. Sakar       | 1          | 0          | 0           | 0          | 0                 | 0                 | 0                 | 0                 | 0                | 0                | 0                | 0                | 1        | 0      | 0           | 0          |
| X. Schlager    | 4          | 0          | 1           | 0          | 1                 | 0                 | 0                 | 0                 | 0                | 0                | 0                | 0                | 5        | 0      | 1           | 0          |
| N. Seiwald     | 30         | 0          | 3           | 0          | 4                 | 0                 | 2                 | 0                 | 7                | 0                | 0                | 0                | 41       | 0      | 5           | 0          |
| B. Šeško       | 33         | 13         | 2           | 1          | 4                 | 4                 | 0                 | 0                 | 8                | 4                | 1                | 0                | 45       | 21     | 3           | 1          |
| A. Silva       | 8          | 1          | 0           | 0          | 3                 | 0                 | 0                 | 0                 | 4                | 0                | 0                | 0                | 15       | 1      | 0           | 0          |
| M. Simakan     | 1          | 0          | 0           | 0          | 1                 | 0                 | 0                 | 0                 | 0                | 0                | 0                | 0                | 2        | 0      | 0           | 0          |
| X. Simons      | 25         | 10         | 5           | 0          | 3                 | 1                 | 1                 | 0                 | 5                | 0                | 0                | 0                | 33       | 11     | 6           | 0          |
| M. Vandevoordt | 6          | -9         | 0           | 0          | 4                 | -4                | 0                 | 0                 | 2                | -2               | 1                | 0                | 12       | -15    | 1           | 0          |
| A. Vermeeren   | 28         | 0          | 6           | 0          | 4                 | 0                 | 0                 | 0                 | 7                | 0                | 0                | 0                | 39       | 0      | 6           | 0          |